# Puerto Pizarro
Puerto Pizarro est une station balnéaire du district de Tumbes, dans la province et le département du même nom. Elle se trouve à treize kilomètres de la ville de Tumbes. Elle possède un petit port de pêche et de ramasseurs de mollusques. Ses eaux peu profondes permettent la planche à voile, le ski nautique et les promenades en bateau, ce qui en fait un important centre touristique.
Puerto Pizarro est le point de départ pour visiter le sanctuaire national de Los Manglares de Tumbes, généralement par des promenades en bateau et des visites des îles voisines où l’on peut voir de nombreux oiseaux ainsi qu’apprécier le changement dans le niveau des marées.
Pendant le parcours, on peut débarquer sur les îles de l’Amour et de l’Os de Baleine, dont les plages sont les plus importantes de la région. Un autre point d’intérêt est l’élevage de crocodiles de Tumbes où l’on peut voir toutes les étapes de la croissance de cet animal. Il convient de souligner l’importance de cet élevage car le Crocodile de Tumbes est toujours en voie d’extinction.